# Complete Control
| Оценки критиков | Оценки критиков |
| Источник        | Оценка          |
| --------------- | --------------- |
| AllMusic        | Без оценки      |

«Complete Control» — песня британской рок-группы Clash. В Великобритании была издана отдельным синглом в сентябре 1977 года.
Песня не вошла ни в один из британских альбомов группы. В США же её включили в американскую версию её дебютного альбома The Clash (когда его там издали, наконец, в 1979 году, то есть через два года после выхода в Британии).
В Великобритании сингл с этой песней достиг 28 места (в национальном чарте синглов UK Singles Chart).
В 2004 году журнал Rolling Stone поместил песню «Complete Control» в исполнении группы Clash на 361 место своего списка «500 величайших песен всех времён». В списке 2011 года песня находится на 371 месте.
Кроме того, в 2014 году британский музыкальный журнал New Musical Express поместил песню «Complete Control» в исполнении Clash на 83 место уже своего списка «500 величайших песен всех времён».